# Cuesta

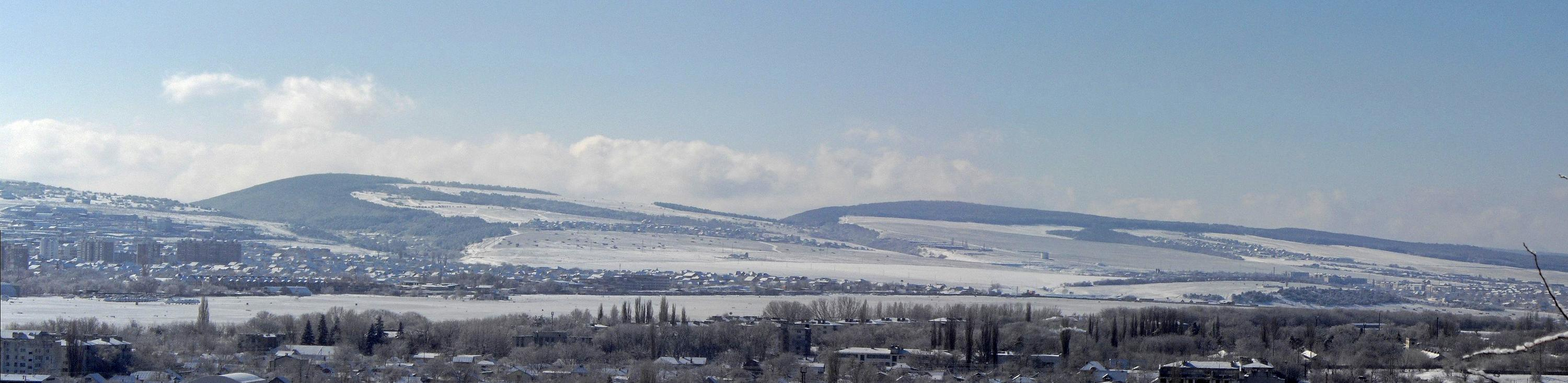
Cuesta's in de Krim.

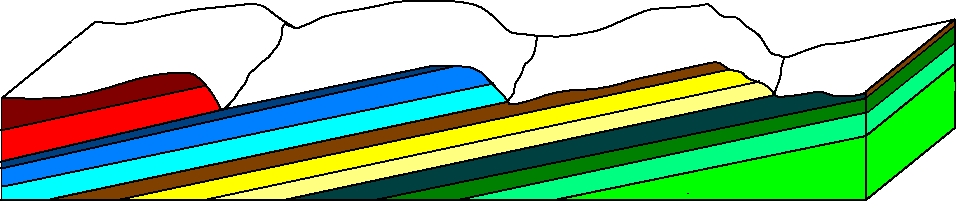
Schematische dwarsdoorsnede van drie cuesta's, met in donkere tinten de competentere (moeilijker erodeerbare) en in lichtere kleuren de recessievere ("zachtere") gesteentelagen.

Met cuesta wordt binnen de structurele geologie een asymmetrische berg of heuvel bedoeld; de helling naar de ene zijde toe is steiler dan de helling 180 graden daarop. Een cuesta ontstaat geomorfologisch doordat de gesteentelagen parallel aan de bedding anders eroderen dan die loodrecht daarop.
Een cuestafront is de steile helling van een cuesta. De hellingsgraad komt vaak overeen met de stabilisatiehelling van het materiaal waaruit het cuestafront is opgebouwd. Dit materiaal bestaat steeds uit hard gesteente.
Cuestafronten in Vlaanderen en Belgisch-Lotharingen bestaan vaak uit klei of uit gecementeerde zanden, zoals zandige kalksteen.

## Ontstaanswijze
Cuesta's worden gevormd in sedimentaire opeenvolgingen van meer en minder competente (erosie-gevoelige respectievelijk erosie-resistentere) lagen. Bij een opeenvolging van drie zwak-hellende lagen waarbij de bovenliggende en onderste laag recessief (makkelijk erodeerbaar) zijn en de middelste laag resistenter is, komt bij erosie van de bovenste laag, de zwak-hellende resistente laag bloot te liggen. Dit wordt de cuestavlakte genoemd. Zij vormt de ene flank van de bergrug.
De andere flank doorsnijdt de resistente laag en een deel van de daaronderliggende makkelijker erodeerbare laag. Door erosie langs dat vlak wordt het cuestafront behouden.

## Naam
Het woord "cuesta" is afkomstig uit het Spaans en betekent "helling". Het Engelse woord dip-slope (Nederlands: laagvlak) wordt gebruikt voor die sedimentaire lagen waarvan de bedding parallel loopt aan de topografische helling; je kijkt zo als het ware op het sedimentaire oppervlak. Op laagvlakken worden dan ook krimpscheuren of sporenfossielen als pootafdrukken gevonden.

## Voorkomen
De belangrijkste voorbeelden in Vlaanderen zijn kleicuesta's: die van Oedelem-Zomergem, die van de Noorderkempen, die van het Waasland, en de voortzetting daarvan in de Rupelstreek, de cuesta van Boom, alle vier met zuidelijk front. In Zuid-België zijn er vooral de 3 cuesta's van de Gaume, met noordelijk front: de Sinemuriaancuesta gebaseerd op de kalksteenbank van Florenville, de Virtoniaan- of Charmoutiaancuesta gevormd door macignolagen op een ondergrond van mergel en leisteen van Ethe, en ten slotte de Moezel- of Bajociaancuesta op de kalksteenbanken van Longwy. In Zuidwest-Polen komen in de Kaczawskie-heuvels, aan de voet van het Reuzengebergte, ook cuesta's voor.